# Nerw poprzeczny szyi
Nerw poprzeczny szyi, nerw skórny szyi (łac. nervus transversus colli, nervus cutaneus colli) – w anatomii człowieka nerw będący jedną z gałęzi skórnych splotu szyjnego. Wychodzi spod mięśnia mostkowo-obojczykowo-sutkowego, zawija się poziomo dokoła tylnego brzegu tego mięśnia, biegnie następnie do przodu krzyżując od tyłu żyłę szyjną zewnętrzną i kieruje się do góry przebijając mięsień szeroki szyi.
Zaopatruje skórę dolnej i górnej części przedniego trójkąta szyi aż do żuchwy.